# شهرستان نیوکاسل (دلاور)
شهرستان نیو کاسل، دلاور (به انگلیسی: New Castle County, Delaware) یک سکونتگاه مسکونی در ایالات متحده آمریکا است که در دلاور واقع شده‌است.

## خصوصیات
شهرستان نیوکاسل ۱٬۲۷۹٫۴۶ کیلومترمربع مساحت دارد.